# Halicyclops reunionensis
Halicyclops reunionensis – gatunek widłonoga z rodziny Halicyclopidae. Nazwa naukowa tych skorupiaków została opublikowana w 1964 roku przez zoologa Branka Božičia.